# George Lindblad
Njord Viktor George Lindblad, född 31 december 1904 i Örebro, död där 23 februari 1974, var en svensk målare, konsthantverkare och fanmålare.

## Biografi
George Lindblad var son till Viktor Lindblad och Ida Andersson, och gift med Dagmar Cecilia Pettersson.
Lindblad studerade under ungdomsåren konst för sin far fram till dennes död 1920. Han emigrerade 1926 till Chicago där han periodvis studerade vid The Art Institute of Chicago, samtidigt som han arbetade som tidningsillustratör. Lindblad ställde ut separat på Vallins konsthall i Örebro 1955. Han medverkade 1943–1946 i Örebro läns konstförenings utställningar.
Hans konst består av realistiska landskap, stilleben, figurer och porträtt i olja, akvarell och tusch samt standar och fanor i sin fars och mors firma. Lindblad är begravd på Längbro kyrkogård i Örebro.